# Ockelbo (Gemeinde)
Koordinaten: 60° 53′ N, 16° 43′ O

Ockelbo ist eine Gemeinde (schwedisch kommun) in der schwedischen Provinz Gävleborgs län und den historischen Provinzen Gästrikland und Hälsingland. Der Hauptort der Gemeinde ist Ockelbo.
Weitere Ortschaften sind Åmot, Jädraås, Lingbo, Vallsbo und weitere kleinere Dörfer. Durch die Gemeinde führt die Eisenbahnhauptlinie Stockholm – Ånge (Norra stambanan).

## Geographie
Das Gemeindegebiet wird von einem bewaldeten Hügelland mit zahlreichen Seen und Feuchtgebieten eingenommen.

## Wirtschaft
Die Gemeinde liegt in einem Gebiet mit traditioneller Forstwirtschaft und Eisenverarbeitung. Doch heute sind die Gemeinde selbst und der Provinziallandtag die größten Arbeitgeber.

## Politik
Die Wahl zum Gemeindeparlament am 17. September 2006 ergab folgendes Ergebnis. In Klammern jeweils die Ergebnisse von 2002.
| Partei                   | Stimmen     | Prozent       | Mandate |
| Moderata samlingspartiet | 393 (244)   | 10,81 (6,89)  | 3 (2)   |
| Centerpartiet            | 814 (881)   | 22,40 (24,87) | 7 (8)   |
| Folkpartiet liberalerna  | 42 (60)     | 1,16 (1,69)   | 0 (0)   |
| Kristdemokraterna        | 137 (59)    | 3,77 (1,67)   | 1 (0)   |
| Socialdemokraterna       | 1677 (1479) | 46,15 (41,74) | 15 (14) |
| Vänsterpartiet           | 430 (701)   | 11,83 (19,79) | 4 (6)   |
| Miljöpartiet de Gröna    | 84 (86)     | 2,31 (2,43)   | 1 (1)   |
| Andere                   | 57 (33)     | 1,57 (0,93)   | 0 (0)   |

## Wappen

Prinz Daniels Wappen

In Silber und Grün durch Tannenschnitt gespalten mit drei grünen pfahlgestellten Ringen vorn und einem silbernen Hammer hinten.
Da Daniel von Schweden, Ehemann von Kronprinzessin Victoria von Schweden, in Ockelbo aufgewachsen ist, ist der Herzschild seines Wappens dem Ockelbos entlehnt.

## Städtepartnerschaften
- Hepstedt, Deutschland
- Kurikka, Finnland